# 庾于陵
庾於陵（?—?），字子介。南朝梁南阳新野人。
散骑常侍庾黔娄之弟，庾肩吾之兄。七歲就能談亦理。既长。被召为主簿，与谢朓、宗夬抄撰群书。天監九年出任晉安王長史。累迁至中书黄门侍郎、兼中书通事舍人。

## 延伸阅读
[在维基数据编辑]
 《梁書/卷49》，出自姚思廉《梁書》